# Population carcérale
Il y a en 2021 onze millions de personnes incarcérées dans le monde, dont trois millions en détention provisoire,.

## Surpopulation
La plupart des prisons sont en surpopulation. L'augmentation du nombre de prisonniers a été plus importante que la croissance des centres de détention, selon les estimations propres de chaque pays. Aux États-Unis, le nombre de prisonniers a été multiplié par quatre au cours des cinquante dernières années [Quand ?]; au Brésil, la population carcérale a été multipliée par vingt dans le même temps, passant de 30 000 prisonniers à 750 000.
Les Philippines, Haïti ou encore le Guatemala possèdent les prisons les plus densément peuplées au monde, avec un taux d'occupation moyen de respectivement 460 %, 450 % et 370 %.
Cette surpopulation a des conséquences importantes sur la sécurité, pour les prisonniers eux-mêmes, mais également pour les gardiens et la capacité des prisons à conserver les prisonniers les plus dangereux à l'écart. Par ailleurs, elle remet fondamentalement en cause leur rôle de réinsertion.

## Par pays
En 2020, le pays comptant le plus de prisonniers dans l'absolu est la Chine, avec 2 447 606 personnes derrière les barreaux. Viennent ensuite les États-Unis, avec 1 675 400 personnes. Le pays en troisième position, le Brésil, compte moitié moins de prisonniers, 812 000, et les pays suivants en ont tous moins de 500 000.
Les dix pays dans lesquels le nombre de détenus par habitant est le plus grand sont : Saint-Vincent-et-les-Grenadines, El Salvador, Rwanda, Turkménistan, Palaos, Thaïlande, Cuba, Dominique, États-Unis, Antigua-et-Barbuda. La proportion y est d'environ 500 détenus pour 100 000 habitants.

## Répartition hommes-femmes
Les hommes constituent l’écrasante majorité des prisonniers. Environ 6 % de la population carcérale est classée dans la catégorie « Adultes femmes ». Les pays dans lesquels le pourcentage de femmes est le plus élevé sont Bahreïn, Monaco, la Jordanie, la Guinée-Bissau et Hong Kong, avec entre 20 et 25 % de femmes ; cependant, le nombre relativement peu élevé de prisonniers dans ces pays (sauf la Jordanie) peut expliquer ces statistiques.

## Jeunes détenus
La population carcérale classée « jeunes détenus »[pas clair] est faible, inférieure à 1 %, avec une exception notable pour le Mozambique comportant 27 % de jeunes détenus en prison, c'est-à-dire 5 000 jeunes sur 18 000 prisonniers et, si on se limite aux pays comptant plus de 50 000 prisonniers, seuls la Thaïlande et le Brésil ont une population carcérale jeune de respectivement 3 % et 5 %.